# Die Welt gehört ihm
Die Welt gehört ihm, auch Der Held vom Mississippi, (Originaltitel: The Mississippi Gambler) ist ein Film von Rudolph Maté. Der Film wurde für einen Oscar für den besten Ton (Leslie I. Carey) nominiert.

## Handlung
Mark Fallon überredet den Berufsspieler "Kansas John" Polly, ihm das Handwerk beizubringen. Als sie an Bord eines Flussschiffes gehen, das nach New Orleans fährt, rät Kansas John ihm, sich vor F. Montague Caldwell, einem skrupellosen Flussschiff-Spieler, in Acht zu nehmen.
Mark macht die Bekanntschaft von zwei Mitreisenden, der attraktiven Angelique Dureau und ihrem Bruder Laurent. Laurent verliert eine Menge Geld beim Kartenspiel. Er schenkt Mark ein wertvolles Diamantencollier, um seine Spielschulden einzulösen. Als Mark erfährt, dass sie Angelique gehört, bietet er sie ihr an, aber sie lehnt verärgert ab. Caldwell heuert einige Männer an, um Mark zu überfallen und auszurauben, aber ein Freund warnt Kansas John, und er und Mark springen an Land, um New Orleans lebend zu erreichen.
Dort trifft er den Vater von Angelique und Laurent, den charmanten Edmond Dureau, einen bekannten Fechter, der von Marks Fähigkeiten mit dem Degen beeindruckt ist. Er lädt Mark zu sich nach Hause ein, obwohl er ihn gewarnt hat, dass sein Sohn und seine Tochter ihn nicht willkommen heißen würden. Dureau wünscht sich, dass seine Tochter etwas anderes für Mark empfindet, aber Angelique heiratet stattdessen den Bankier George Elwood.
Mark baut ein erfolgreiches Kasino auf. Er und Edmond helfen auch Ann Conant, der Schwester eines unglücklichen Glücksspielers, der Selbstmord beging, nachdem er das ihm von seiner Firma anvertraute Geld verloren hatte. Laurent verliebt sich in Ann, aber sie ist in Mark verliebt, so dass Laurent Mark zu einem Duell zwingt. Als Herausgeforderter hat Mark die Wahl der Waffen; er entscheidet sich für Pistolen statt für Schwerter. Laurent schießt unehrenhaft zu früh und verfehlt. Mark weigert sich, zurückzuschießen.
Angeliques Ehemann verlässt die Stadt mit dem Geld seiner Bank. Mark, der sich trotz beunruhigender Gerüchte aus Rücksicht auf Angelique geweigert hatte, sein Geld abzuheben, bleibt mittellos zurück und kehrt in sein altes Leben als Glücksspieler zurück. Angelique wird sich ihrer wahren Gefühle bewusst und bittet darum, mitzukommen.

## Kritiken
Der Filmdienst urteilte, der Film sei „[e]in in epischer Breite recht umständlich erzähltes pittoreskes Melodram“, dem allerdings im „ersten Viertel der dramatische Atem“ ausgehe.

## Hintergrund
Der Film wurde im Juni und Juli 1952 produziert. Die Dreharbeiten fanden in den Universal Studios und auf der Corrigan Ranch, gelegen im Simi Valley, Kalifornien, statt.